# Luna E-6 No.2

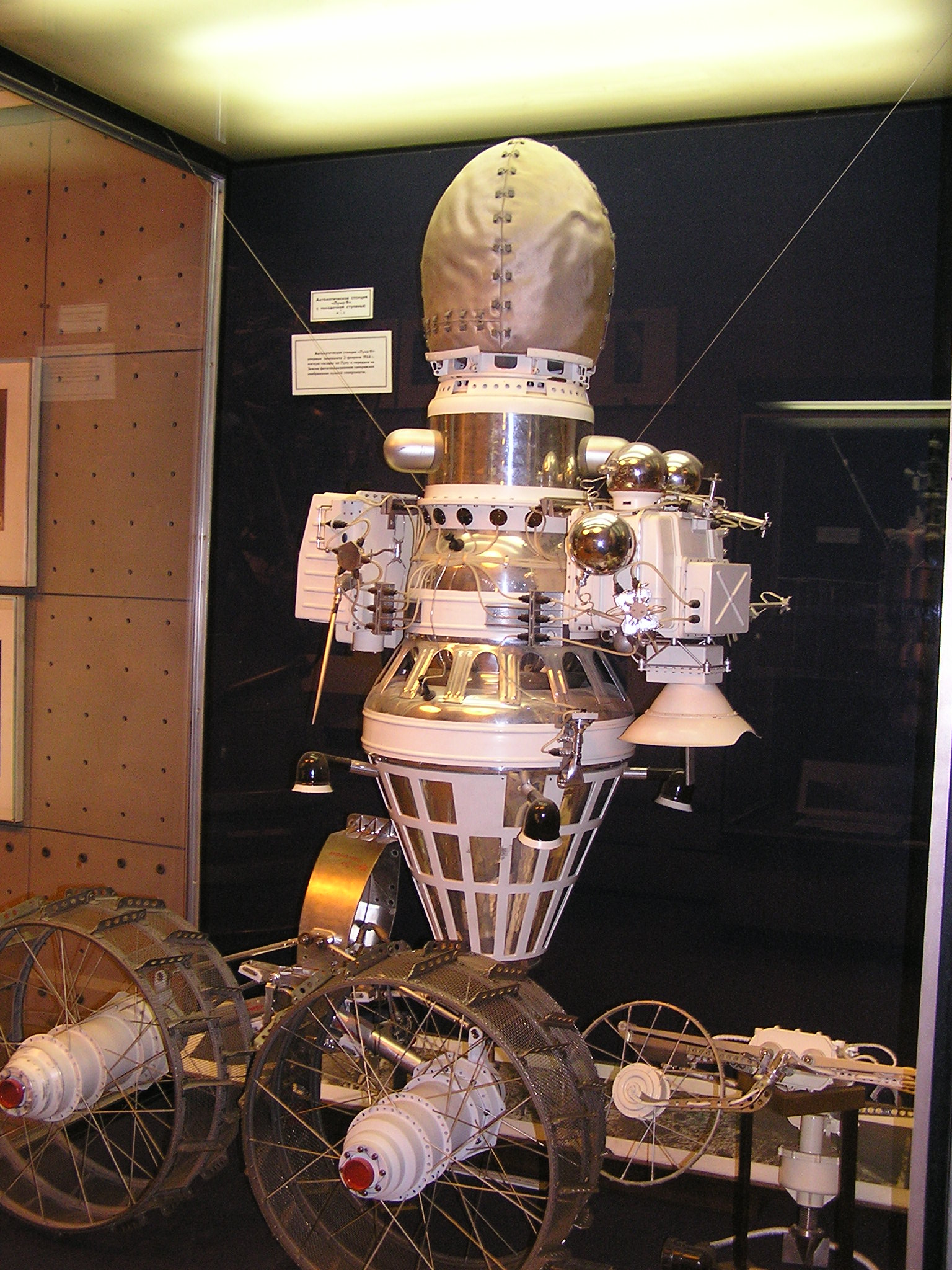
Uma espaçonave do tipo E-6.

A Luna E-6 No.2, também conhecida no ocidente como Sputnik 25, (identificada pela NASA como 1963-001A), foi a primeira de uma série de doze missões usando a plataforma E-6, para o Programa Luna (um projeto soviético), tinha como objetivo, efetuar um pouso suave na Lua.
A Luna E-6 No.2, pesando 1.500 kg, foi lançada as 08:49 UTC de 4 de Janeiro de 1963, por um foguete Molniya (8K78/E6), a partir da plataforma 1/5 do cosmódromo de Baikonur.
Os primeiros estágios funcionaram normalmente, colocando o estágio superior e a carga útil numa órbita terrestre baixa, no entanto, um mau funcionamento do motor do estágio superior, impediu que o seu motor fosse acionado para colocá-lo numa trajetória translunar, sessenta e seis minutos depois do lançamento.
Ele permaneceu em órbita baixa até a reentrada em 11 de Janeiro de 1963. Esta foi a primeira espaçonave lançada em 1963, e por conseguinte, foi a primeira a receber um "NSSDC ID", sob o novo sistema introduzido no início daquele ano.

## Luna E-6 No.1
A Luna E-6 No.1, fabricada em 1962, foi usada apenas para testes estáticos e dinâmicos em terra.